# Uwe Brauer
Uwe Brauer, né le 11 juillet 1962, à Leverkusen, en Allemagne de l'Ouest, est un ancien joueur allemand de basket-ball.

## Palmarès
- Coupe d'Allemagne 1986, 1987